# Hysterical Blindness
Hysterical Blindness ist ein US-amerikanisches Filmdrama von Mira Nair aus dem Jahr 2002. Das Drehbuch schrieb Laura Cahill anhand des eigenen Theaterstücks.

## Handlung
Die Filmhandlung spielt in Bayonne (New Jersey) im Jahr 1987. Debbie Miller erlebt starke Gemütsschwankungen. Sie wendet sich an einen Arzt, der ihr rät, sich gemeinsam mit den Freunden zu amüsieren.
Debbie und ihre Freundin Beth gehen in eine Bar, wo sie Männerbekanntschaften suchen. Beth flirtet mit dem Barmann, was Debbie missfällt. Sie verlässt die Bar und lernt einen Mann kennen, der sie auf dem Weg zu ihrem Wagen begleitet. Als sie den Mann am nächsten Tag wiedertrifft, stellt sich heraus, dass dieser keine Beziehung, sondern nur einen One Night Stand sucht.
Debbies Mutter Virginia lernt Nick, einen älteren Herrn, kennen, der erwartet, dass Virginia zusammen mit ihm nach Florida zieht. Doch Nick stirbt plötzlich an einem Herzinfarkt und Virginia erkennt, dass sie, bis sie Nick getroffen hat, ihr Leben damit verbracht hat, darauf zu warten, dass ihr etwas passiert. Am Ende kämpfen Debby, Beth und Virginia um Stabilität in ihrem Leben und sind sich am Ende einig, dass alles was sie brauchen, eigentlich nur sie selber sind und dass sie dies miteinander haben und nichts suchen müssen.

## Kritiken
Kirk Honeycutt lobte im Hollywood Reporter vom 18. Januar 2002 die Rollenbesetzung, bezeichnete den Film dennoch als „mittelmäßig“ und als eine „Enttäuschung“. Die Charaktere würden keinen Wandel durchmachen.

## Auszeichnungen
Uma Thurman gewann im Jahr 2003 in der Kategorie Beste Hauptdarstellerin – Mini-Serie oder TV-Film den Golden Globe Award. Gena Rowlands wurde für den Golden Globe Award nominiert.
Ben Gazzara, Gena Rowlands und die Titeldesigner gewannen im Jahr 2003 den Emmy Award. Zu den vier Nominierungen für den Emmy Award gehörten jene für Juliette Lewis und Laura Cahill.
Laura Cahill und Juliette Lewis wurden im Jahr 2003 für den Independent Spirit Award nominiert. Uma Thurman wurde 2003 für den Screen Actors Guild Award nominiert. Laura Cahill wurde 2003 für den Writers Guild of America Award nominiert.

## Hintergrund
Der Film wurde in Bayonne (New Jersey) gedreht. Seine Weltpremiere erfolgte am 16. Januar 2002 auf dem Sundance Film Festival, später wurde er auf einigen anderen Filmfestivals gezeigt.